# Alexandre Jardin

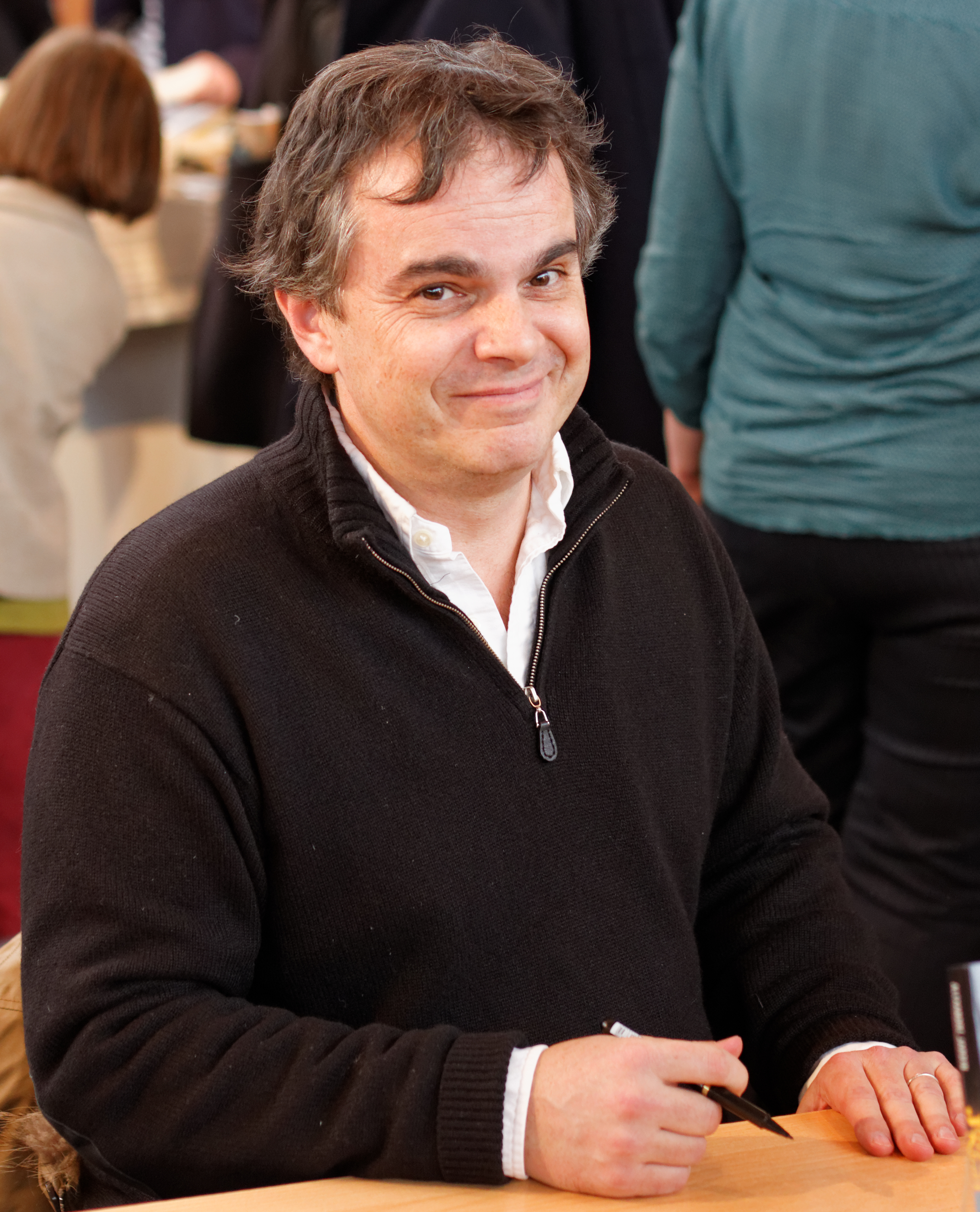
Foto, 2013

Alexandre Jardin (Neuilly-sur-Seine, 14 de abril de 1965) es un escritor y cineasta francés ganador del Prix Fémina por su novela Le Zèbre en 1988.

## Biografía
Es nieto del hombre de negocios y alto funcionario Jean Jardin. Su hermano pequeño es el también cineasta Frédéric Jardin y su padre el también escritor Pascal Jardin.
Estudió en la École alsacienne de París y en el Instituto de Estudios Políticos de París.
Ha escrito más de una veintena de novelas y relatos.
Se presentó como independiente a las Elecciones presidenciales de Francia de 2017, pero no consiguió los 500 patrocinadores requeridos.
Ha trabajado para Le Figaro.